# Campeonato Samarinês de futebol de 2008-09
O campeonato de Sam Marino de futebol de 2008-09 foi a 34ª edição desta competição. São quinze equipes participantes só uma divisão em dois grupos e, ao termino do estágio regular, as melhores três dos dois grupos passarão aos play-off. A vitoria no campeonato garante um accesso ao turno preliminare da Liga dos Campeões da UEFA.

## Grupo A
|  |    | Classifica 2008-09 | Pt | G  | V  | N | P  | GF | GS | DR  |
|  | -- | ------------------ | -- | -- | -- | - | -- | -- | -- | --- |
|  | 1. | Virtus             | 35 | 20 | 10 | 5 | 5  | 34 | 22 | +12 |
|  | 2. | Tre Penne          | 35 | 20 | 9  | 8 | 3  | 35 | 24 | +11 |
|  | 3. | Juvenes/Dogana     | 34 | 20 | 9  | 7 | 4  | 25 | 13 | +12 |
|  | 4. | Pennarossa         | 34 | 20 | 10 | 4 | 6  | 35 | 24 | +11 |
|  | 5. | La Fiorita         | 31 | 20 | 9  | 4 | 7  | 35 | 28 | +7  |
|  | 6. | Libertas           | 28 | 20 | 8  | 4 | 8  | 30 | 31 | -1  |
|  | 7. | Domagnano          | 17 | 20 | 5  | 2 | 13 | 23 | 38 | -15 |

## Grupo B
|  |    | Classifica 2008-09 | Pt | G  | V  | N | P  | GF | GS | DR  |
|  | -- | ------------------ | -- | -- | -- | - | -- | -- | -- | --- |
|  | 1. | Tre Fiori          | 47 | 21 | 14 | 5 | 2  | 53 | 20 | +33 |
|  | 2. | Murata             | 38 | 21 | 11 | 5 | 5  | 38 | 20 | +18 |
|  | 3. | Faetano            | 34 | 21 | 9  | 7 | 5  | 39 | 34 | +5  |
|  | 4. | Cosmos             | 34 | 21 | 11 | 1 | 9  | 44 | 37 | +7  |
|  | 5. | Folgore/Falciano   | 24 | 21 | 6  | 6 | 9  | 28 | 30 | -2  |
|  | 6. | Cailungo           | 23 | 21 | 6  | 5 | 10 | 23 | 30 | -7  |
|  | 7. | Fiorentino         | 11 | 21 | 3  | 2 | 16 | 21 | 61 | -40 |
|  | 8. | San Giovanni       | 3  | 21 | 0  | 3 | 18 | 19 | 70 | -51 |

## Play-off
Nos play-off se classificão os primeiros tres times de cada grupo.

### Primeiro Turno
Se enfrentão o segundo e o terceiro classificados dos dois grupos
Tre Penne-Faetano 1-0 
Murata-Juvenes/Dogana 0-1

### Segundo Turno
Se enfretam os perdedores do primeiro turno; e o perdedor será eliminado e o vencedor vai ao 3° tuno
Murata-Faetano 5-4
Se enfrentão os vencedores do primeiro turno; e o vencedor passa para o 4° turno e o perdedor ao 3° turno
Juvenes/Dogana-Tre Penne 2-0

### Terceiro Turno
Se enfrentão os times que tenha perdido ao menos uma partida no play-off; o perdedor vem a ser eliminado
Murata-Tre Penne 4-0 
Se Enfrentão os primeiros classificados dos dois grupos
Virtus-Tre Fiori 0-2

### Quarto Turno
Se enfretão os times que tenham perdido ao menos uma partida do play-off; o perdedor é eliminado e o vencendor vai a semifinal.
Murata-Virtus 3-2 dts 
Se enfretão as unicas equipes que continuam invictas durante o play-off; quem vence passa a final, quem vai perde a semifinal.
Juvenes/Dogana-Tre Fiori 1-1 rig.: 4-5

### SemiFinal
Murata-Juvenes/Dogana 1-3 dts

### Final
O vencedor se classifica para o primeiro turno de classificação da Liga dos Campeões da UEFA de 2009-10, mesmo o segunndo classificado se classificará para o segundo turno de classificação da Liga Europa da UEFA de 2009-10.
Tre Fiori-Juvenes/Dogana 0-0 rig.: 3-1

## Vencedor
| Campeonato sammarinese de 2008-09 |
| --------------------------------- |
|                                   |
| Tre Fiori (5° título)             |